# NGC 6810
NGC 6810 är en spiralgalax belägen ca 87 miljoner ljusår från solsystemet i stjärnbild Påfågeln. Den upptäcktes år 1834 av John Herschel och lades senare till i New General Catalogue av John Louis Emil Dreyer.

## Felklassificering av NGC 6810
Galaxen brukade klassificeras som en Seyfert 2-galax, men det är förmodligen felaktigt. Nyligen gjorda röntgenobservationer ger inga bevis för någon aktiv galaxkärna (AGN) och högupplösta optiska spektra bekräftar inte NGC 6810:s status som en Seyfertgalax, och den verkar därför ha blivit felklassificerad.

## Egenskaper
NGC 6810 är en spiralgalax av tidig typ med ungefär samma massa som Vintergatan Röntgen-, optiska, IR- och radioegenskaper hos NGC 6810 överensstämmer alla med en starburstgalax.

### Supervind i galaktisk skala
Observation av NGC 6810 med XMM-Newton visar utökad mjuk röntgenstrålning inom och utanför galaxens optiska skiva (som är nära förknippad med ett stjärnbildningsområde) och även bortom den optiska skivan. Detta, tillsammans med Hα-filamentering och speciell joniserad gaskinematik för mindre axlar, antyder att NGC 6810 har en galaktisk supervind, som strömmar från starburstregionen.
De aktiva stjärnbildningsområdena och basradien för utflödet är ovanligt utspridda och sträcker sig ut till en radie av ca 6,5 kparsec från kärnan. De flesta supervindar i andra galaxer verkar uppstå i kärnans starburstområden i 1 kparsec-skala eller mindre. Det gör NGC 6810 till en av de få "skivbreda" supervindarna som för närvarande är kända, eftersom NGC 6810:s supervindbas sträcker sig över nästan 70 procent av hela galaxens diameter. Endast tre andra starburstgalaxer är kända för att ha breda supervindkällor.